# Crégy-lès-Meaux
Crégy-lès-Meaux is een gemeente in het Franse departement Seine-et-Marne (regio Île-de-France) en telt 3677 inwoners (1999). De plaats maakt deel uit van het arrondissement Meaux.

## Geografie
De oppervlakte van Crégy-lès-Meaux bedraagt 3,7 km², de bevolkingsdichtheid is 993,8 inwoners per km².
De onderstaande kaart toont de ligging van Crégy-lès-Meaux met de belangrijkste infrastructuur en aangrenzende gemeenten.

## Demografie
Onderstaande figuur toont het verloop van het inwonertal (bron: INSEE-tellingen).